# Abu-Ubayd al-Bakrí
Abu-Ubayd Abd-Al·lah ibn Abd-al-Aziz ibn Muhàmmad ibn Ayyub al-Bakrí, més conegut com a Abu-Ubayd al-Bakrí (àrab: أبو عبيد البكري, Abū ʿUbayd al-Bakrī) o, simplement, al-Bakrí (vers 1010-1094) fou un geògraf andalusí, el més gran de l'occident musulmà junt amb Al-Idrissí. Era fill d'Izz-ad-Dawla Abd-al-Aziz al-Bakrí, que fou emir de Huelva (Walba) i Saltés (Xaltix), emirat fundat el 1012 i que va tenir un o dos sobirans, Izz-ad-Dawla Abd-al-Aziz al-Bakrí amb seguretat i potser el seu pare (avi del geògraf) Abu-Mussab Muhàmmad ibn Ayyub, ja que el 1051, sota pressió política i militar, va haver d'entregar l'emirat al rei al-Mútadid de Sevilla. La família es va establir a Còrdova.
En aquest temps governava Còrdova la dinastia jahwàrida i el seu cap, Abu-l-Walid Muhàmmad ibn Jàhwar ar-Raixid va protegir la família.
El seu pare va morir vers el 1064. Va ser alumne del cronista Ibn Hayyan i va treballar per la cort dels Banu Sumàdih d'al-Mariyya i per alguna altra. Quan van arribar els almoràvits a la Península ja havia escrit la major part de les seves obres i sembla que mai havia viatjat. Amb el soldà almoràvit es va establir a Còrdova on va morir l'octubre/novembre del 1094

## Obres
Va escriure diverses obres:
- Kitab an-nabat (sobre botànica)
- Kitab fi alam nubuwwat nabiyyind ("signes de la missió profètica" és una descripció, el títol és desconegut, obra religiosa)
- Quatre obres de filologia
- Kitab al-mújam ma-stajam (geografia)
- Kitab al-mamàlik wa-l-massàlik (Descripció dels regnes i els itineraris, geografia, la seva obra principal). D'aquesta obra les seves fonts principals foren Muhàmmad ibn Yússuf al-Warraq (especialment sobre Ifríqiya, l'obra del qual s'ha perdut), Abu-Ubayd Àhmad ibn Úmar al-Udhrí, mort a Almeria el 1085, i el jueu tortosí Ibrahim ibn Yakub al-Israïlí at-Turtuixí, del començament segle x (també la seva obra està perduda). La va acabar el 1068.